# Ciboulette (película de 1933)
Ciboulette es una película francesa de género comedia dirigida por Claude Autant-Lara y estrenada en 1933.
La película es una adaptación libre de la opereta del mismo nombre escrita por Reynaldo Hahn, Francis de Croisset y Robert de Flers.

## Sinopsis
Ciboulette, una joven vendedora en el mercado, se encuentra con Antonin, un rico empresario. El hombre se enamora de la chica, pero no es capaz de romper son su antigua pareja. Por casualidad, un músico y compositor propone a Ciboulette dedicarse a la canción, en la que tendrá un gran éxito. De resultas de sus viajes y actuaciones, volverá a coincidir con Antonin, que ciego de amor se echará a sus brazos.

## Ficha técnica
- Título francés : Ciboulette
- Realización : Claude Autant-Lara
- Guion, Adaptación y diálogos : Claude Autant-Lara, Jacques Prévert, sobre la pieza de Francis de Croisset y Robert de Flers
- Decoraciones: Lazare Meerson, Alexandre Trauner
- Disfraces : Yves Allégret, Claude Autant-Lara, Lou Bonin
- Fotografía : Charles Bauer, Curt Corriente
- Sonido : William Wilmarth
- Montaje : Henri Taverna, André Versein
- Música : Reynaldo Hahn
- Sociedades de producción : Pathé, Cipar
- Sociedad de distribución :  Pathé
- Países de origen :   Francia
- Lengua original : francés
- Formato : Blanco y negro — Mono
- Género : Comedia musical
- Duración : 85 minutos
- Fecha de estreno : 
  - Francia :  10 de noviembre de 1933